# Расторгуевский переулок
Расторгу́евский переу́лок — улица в центре Москвы на Пресне между Малой Грузинской улицей и улицей Пресненский Вал.

## Происхождение названия
Название дано в XIX веке по фамилии местного домовладельца. Неканоническое имя Расторгуй и фамилия Расторгуевы (Росторгуевы) известны с XVI века.

## Описание
Расторгуевский переулок начинается от Малой Грузинской напротив Зоологического переулка, проходит на запад до Пресненского Вала.

## Примечательные здания и сооружения
По нечётной стороне:
- № 3 — поликлиника № 220 (филиал № 3) ЦАО;